# Єрусалимські асизи

Герб Єрусалимського королівства

Єрусалимські асизи — спільна назва для масиву середньовічних юридичних трактатів, що описують право і правові інститути заснованого хрестоносцями Єрусалимського королівства і які пізніше були адаптовані і застосовувались у Кіпрському королівстві. Асизи були написані старофранцузькою мовою в XIII столітті і є найбільшими по обсягу з усіх середньовічних юридичних збірок, які дійшли до нашого часу.

## Історія
Асизи збереглися в письмовій формі лише з кінця XIII століття, принаймні через покоління після остаточного краху Єрусалимського королівства. При цьому найперші закони королівства, що дійшли до нашого часу, були ухвалені на Соборі в Наблусі в 1120 році, але схоже, що вони вийшли з ужитку та були замінені асизами в XIII столітті або, імовірно, навіть раніше.
Хоча жодних асизів чи юридичних трактатів з часів розквіту королівства в XII столітті не зберіглося, держава хрестоносців, вочевидь, мала свої закони та добре розвинені правові інститути. Станом на XIII століття, через втрату Єрусалима в 1187 році письмові пам'ятки про право і правову структуру раннього королівства вже були втрачені, але такі юристи, як Філіп Новарський та Жан д'Ібелін Яффський зібрали легенди, які побутували в той час про раннє королівство. Згідно з ними, як Висока курія (давньофр. Haute Cour), так і Міщанська Курія (давньофр. Cour des Bourgeois) були засновані вже в 1099 році першим королем Єрусалиму Годфрідом Буйонським і при цьому він призначив себе суддею Висої Курії. Письмові закони для обох судів були також затверджені з самого початку утворення королівства в 1099 році і просто були втрачені під час захоплення Єрусалима Салах ад-Діном у 1187 році. Ці закони зберігалися в скрині в Храмі Гробу Господнього і тому були відомі старофранцузькою мовою як «Letres do Sepulcre» (записи Храму Гробу Господнього). Вважалось, що скриню могли відкрити лише король, єрусалимський патріарх і віконт Єрусалиму. За словами Філіпа Новарського, кожен закон був написаний на окремому аркуші та починався з ілюмінованої золотом великої літери і написаної червоним чорнилом рубрики. Філіп Новарський стверджував, що отримав цю інформацію від старого лицаря та юриста на ім'я Ральф Тиверіадський, а Жан д'Ібелін, у свою чергу, ймовірно, отримав її від Філіпа. Незалежно від того, чи були ці легенди правдивими (Едбері, зокрема, вважає, що ні), юристи XIII століття вважали, що право та юридичні інститути  королівства існували безперервно з самого початку його заснування після завоювання Єрусалиму.
Є дослідники, які стверджують, що деякі з юридичних трактатів Єрусалимського королівства представляють собою трактовку західноєвропейського феодального права юристами баронської партії, спрямованої на послаблення королівської влади, але пізніші науковці вважають, що в трактатах викладена ідеалізована правова модель, а не опис реально існуючої феодальної системи.

## Тексти
Збірним терміном Єрусалимські асизи називають масив законодавчих юридичних трактатів, написаних в різні часи в Єрусалимському, а пізніше в Кіпрському королівстві. До наших днів дійшли наступні юридичні тексти:
- «Livre au Roi» (Книга для Короля). Це найраніший збережений текст, який датується приблизно 1200 роком. Книга була написана для єрусалимського короля Аморі II (це він той «Король», що згадується в назві) і має явно прокоролівський ухил. Це єдина з чотирьох основних колекцій асизів текст, в якому присутній établissement короля Балдуїна II, який дозволяв королю позбавити спадкових володінь своїх васалів, оминаючи звичайну процедуру у Високій Курії. В іншому її зміст дуже схожий на тексти, присутні в інших джерелах.
- «Le Livre de Forme de Plait» (Книга про складання позовів). Це юридичний трактат Філіпа Новарського, написаний у 1250-х роках з більш пробаронської точки зору. Трактат пояснює, як подати судовий позов і обговорює звичаєве право, яке застосовувалося в королівському дворі, даючи важливе уявлення про світогляд і припущення класу феодальних сеньйорі середини XIII століття. Філіп додав до свого юридичного трактату історію протистояння баронської партії на чолі з Ібелінами (які були його покровителями) і Гогенштауфенами та імперськими силами на Кіпрі та в Акрі в Єрусалимському королівстві під час так званої "Війни з ломбардцями".
- «Le livre des assises et des bons usages du royaume de Jérusalem» або скорочено «Livre des assises» (Книга асизів). Юридичний трактат Жана д'Ібелін Яффського, регента Єрусалимського королівства в Акрі, який був безпосереднім учасником боротьби між Ібелінами і Гогенштауфенами, описаної в праці Філіпа Новарського. Трактат був написаний з 1264 по 1266 рік і є найбільшим юридичним трактатом як на Латинському Сході, так і в усій середньовічній Європі.
- «Le Livre de Geoffroy le Tort» та «Le Livre de Jean d'Ibelin» — невеликі юридичні трактати, написані Жофреем Ла-Тор і Жаком д'Ібелін, сином Жана д'Ібелін. Вони написані незалежно один від одного і набагато менш важливі, ніж монументальні праці Філіпа Новарського та Жана д'Ібеліна. Від праці Жофрея залишилось лише 32 глави, які є витягом з праці Жана д'Ібелін, а праця Жака д'Ібелін є ясним і чітко викладеним в 69 главах оглядом феодального права, що діяло в Кіпрському королівстві.
- «Livre des Assises de la Cour des Bourgeois» (Книга асизів Міщанської Курії). Автор цього твору анонімний, але він також був написаний в середині XIII ст. Це довга праця, в якій детально описуються асизи нижчої, Міщанської Курії королівства, створеної для недворянського класу. За словами Джошуа Правера, вони походять від «Lo Codi», провансальського правового кодексу, заснованого на римському праві.

«Assise sur la ligece» — закон, оприлюднений у 1170-х роках єрусалимським королем Амальріком I є важливим сам по собі, хоча згадки про нього можна знайти як в Livre au Roi, так і в трактатах Філіпа та Жана. Цей закон фактично зробив кожного феодального сеньйора в королівстві прямим васалом короля і надав васалам нижчого рівня такі ж рівні права голосу, як і їх сеньйорам.

### Пізніша доля Асизів
Із захопленням Сен-Жан-д'Акра в 1291 році, Єрусалимське королівство припинило своє існування, а асизи більше не застосовувалися, хоча багато знатних сімей, які перебрались з Єрусалимського королівства на Кіпр зробили копію книги Жана д'Ібелена для власних архівів. Король Кіпру мав абсолютну владу у своєму королівстві і тут не було якоїсь асамблеї баронів чи дворян. Іноді траплялось, що барони намагались посилатись на Єрусалимські асизи, щоб відмовитися коритися королю, але такі випадки залишалися рідкісними.
Ассизи, кодифіковані у книзі Жана д'Ібеліна, згодом двічі переглядалися — у 1368 і 1531 роках.
У 1367 році, після відмови підтримати заклик короля Петра I піти війною на єгипетських мамлюків, кіпрська знать розпочала боротьбу проти свого короля і цей конфлікт закінчився вбивством Петра I в 1368 році. Тоді барони вирішили відновити дію асизів Високої Курії Єрусалимського королівства, але оскільки кожна родина мала свої модифіковані копії, а оригінальний текст відновити виявилось неможливим, вони прийняли компромісне рішення між різними версіями.
Збереженням цих пам'яток ми зобов'язані венеційцям. Після того, як через зречення Катерини Корнаро острів Кіпр у 1490 році підпав під владу Венеційської республіки, в 1531 році Рада Десяти доручила особливій комісії розшукати найкращі тексти книг обох судів (Високої Курії та Міщанської Курії) і перекласти їх італійською мовою. Комісія обрала щодо першого суду один рукопис XIV століття, а щодо другого рукопис XV століття. Вони були перекладені істориком Флоріо Бустроні (італ. Florio Bustroni), надруковані у 1535 році і поміщені на збереження в бібліотеку Сан-Марко у Венеції.

## Сучасні видання
Усі ці твори були відредаговані в другій половині XIX століття графом Огюстом Артуром де Беньо і опубліковані Академією написів та красного письменства під назвою «Lois» в збірці «Recueil des Historiens des Croisades» (2 тома in folio, 1840—1843). Разом з ними до Recueil des Historiens des Croisades включено ордонанси Кіпрського королівства XIII та XIV століть, документ про престолонаступництво та регентство, написаний (або приписуваний) єрусалимським королем Жаном Брієнським, документ про військову службу, написаний (або приписуваний) королем Кіпру Гуго III, а також ряд грамот Єрусалимського королівства, хоча набагато повніша колекція грамот була зібрана наприкінці XIX та на початку XX століття Рейнхольдом Реріхтом.
На думку всіх пізніших редакторів, від Моріса Гранклода на початку XX століття до Едбері в XXI, Беньо був дуже поганим редактором. На щастя, деякі, але не всі, з цих робіт були відредаговані окремо. Французьке критичне видання Livre au Roi опубліковано Міріам Грейлшаммер у 1995 році, а в 2003 році Едбері опублікував критичне видання тексту Жана д'Ібелін. Від часу публікації Беньо в 1843 році не опублікували жодного нового видання старофранцузьких асизів Міщанської Курії, але в XV столітті їх переклали грецькою мовою, а з грецьких рукописів нещодавно зробив англійський переклад Ніколас Куреас.
Сучасні історики загалом визнають небезпеку приписування законів XIII століття королівству XII століття, хоча раніше вважалося, що ці асизи являли собою найчистішу форму середньовічного європейського феодалізму. Насправді закони, ймовірно, не відображають практику ані XII, ані XIII століття, оскільки вони були написані з нуля в XIII і були свідомо розроблені, щоб повернутися до менш неспокійних днів XII століття, незважаючи на важливі правові зміни, які тим часом відбулись (наприклад, вирішення судових суперечок за допомогою ордалій було заборонене на Четвертому Латеранському соборі в 1215 році).
Збірна назва цих усіх текстів «Єрусалимські асизи» може вводити в оману, створюючи враження, ніби вони написані разом одночасно. Насправді вони часто суперечать один одному або містять інформацію, яка присутня в одних текстах і відсутня в інших. Однак разом вони є найбільшою збіркою законів, написаних у середньовічній європейській державі того часу.